# ریتر
 ریتر تولیدکننده ماشین‌آلات نساجی مستقر در وینترتور، سوئیس است که توسط یوهان یاکوب ریتر در سال ۱۷۹۵ تأسیس گشت.

## در ایران
مرتضی قلی‌خان صنیع‌الدوله با کمک مالی حاج محمدتقی شاهرودی تصمیم به تأسیس کارخانۀ ریسمان‌ریسی گرفتند، پانزده‌هزار تومان حاجی شاهرودی و پانزده‌هزار تومان صنیع‌الدوله هزینه کردند. اسباب کارخانه رسید و بعضاً سوار شده بود، ادوات مورد نیاز ریسمان‌ریسی را از کارخانۀ ریتر وینترتور سوئیس ‌خریدند و در سال سیصد خروار نخ به همراه تولیدات چلواری روانۀ بازار تهران می‌کرد. روز ۱۳ نوروز ۱۲۷۳ش. ناصرالدین‌شاه به بازدید کارخانه آمد، فرمودند: «لقبی که ما به مورد داده‌ایم، صنیع‌الدوله‌گی به مرتضی قلی‌خان است و تمجیدها کردند». اما با ورود پارچه‌های متنوع و ارزان انگلیسی این تولیدات توان رقابت خود را از دست دادند، و این کارخانه دو سال پس از افتتاح تعطیل شد.